# Batej Minsk
Batej Minsk (hebrejsky: בתי מינסק, doslova Minské domy) je městská čtvrť v centrální části Jeruzaléma v Izraeli.

## Geografie
Je součástí širšího zastavěného distriktu zvaného Lev ha-ir (Střed města), který zaujímá centrální oblast Západního Jeruzaléma a v jeho rámci tvoří společně s dalšími ultraortodoxními bytovými komplexy v blízkém okolí soubor sedmi takových malých čtvrtí nazývaných v jidiš der Steterlach. Zároveň stojí nedaleko čtvrti Nachla'ot, která je sama složena s mnoha menších bytových souborů. Leží nedaleko od ulic Rechov ha-Naciv a Rechov Becalel v nadmořské výšce okolo 800 metrů, cca 1,5 kilometru západně od Starého Města. Populace čtvrti je židovská.

## Dějiny
Má podobu dlouhé rovné řady patrových domů. Vznikla v roce 1897 (podle jiného zdroje roku 1894) okolo ješivy Kolel Minsk. Obyvateli byli chudí studenti ješivy, původem ultraortodoxní Židé z Minsku. Peníze darovali Židé z Minsku, prý jako výraz vděčnosti za úspěšné modlitby, které Židé v Jeruzalémě vykonali pro spásu jednoho minského Žida. Vzniklo tu 10 bytů. Obyvatelé platili malý nájem, tento systém trvá dodnes. V jednom z domů této čtvrti původně fungovala pekárna macesů firmy Halperin.
Sedm ultraortodoxních bytových komplexů, jejichž součástí je i tento, vznikalo od konce 19. století (prvním byl Kneset Jisra'el Alef v roce 1893) z iniciativy rabína Šmu'ela Salanta a jeho tajemníka, rabína Naftali Cvi Poruše. Původně se uvažovalo o jejich zbudování poblíž hrobky Šim'on ha-Cadik, ale nakonec byly zakoupeny pozemky poblíž čtvrtí Mazkeret Moše a Ohel Moše. Šlo o součást širšího trendu Útěk z hradeb, kdy židovská populace opouštěla přelidněné Staré Město.